# Harudi
Harudiali Charudi so bili zahodnogermansko pleme, ki jih je Julij Cezar prvič omenil kot eno od plemen, ki so sledila Ariovistu čez Ren. Medtem ko jih Tacit v knjigi Germania ne omenja, Ptolemejeva Geographia umešča Harude (Χαροῦδες) na vzhodno obalo Jutlandskega polotoka (glej Hardsyssel).

## Ljudje klasičnega obdobja
Nekje pred letom 60 pr. n. št. so keltski Sekvani zaprosili "germanskega kralja" Ariovista za pomoč v vojni proti Eduom. V zameno so Ariovistu obljubili zemljišča v Galiji, čeprav ni znano kje točno. Ariovist je zbral sile iz širokega območja Germanije, v velikem številu prečkal Ren in v bitki pri Magetobrigi premagal Edue. Cezar prvič omenja Harude v kontekstu Ariovistovih poznejših zahtev po zemljiščih:
»Zmagovalne Sekvane pa je doletelo hujše od premaganih Edujev, saj se je Ariovist, kralj Germanov, naselil na njihovem ozemlju in zasegel tretjino njihove zemlje, ki je bila najboljša v celotni Galiji in jim zdaj ukazal, naj zapustijo še tretjino, ker je nekaj mesecev prej k njemu prišlo 24.000 mož Harudov, za katere je treba zagotoviti prostor in naselja.« (Komentarji galske vojne, I.31)
V naslednji bitki proti Cezarju blizu Vesontia (današnji Besançon) so Harudi tvorili eno od sedmih plemenskih divizij Ariovistove vojske. Potem ko so utrpeli hud poraz proti Rimljanom, so Germani pobegnili nazaj čez Ren.
Harudi (v grecizirani obliki "Haridi") so naslednjič omenjeni v Res gestae divi Augusti, v katerem cesar Avgust trdi, da je njegova flota "odplula od ustja Rena proti vzhodu do dežel Kimbrov, do katerih do takrat še noben Rimljan ni prodrl ne po kopnem ne po morju; in Kimbri in Haridi in Semnoni ter druga ljudstva Germanov iste regije so prek svojih odposlancev iskala moje prijateljstvo in prijateljstvo rimskega ljudstva". Pomorska odprava, o kateri je govora, se je zgodila leta 5 n. št. pod poveljstvom generala in bodočega cesarja Tiberija in jo potrjuje tudi Velleius Paterculus.

## Norveška in širše
Angli so verjetno zasedali ozemlje, ki so ga Harudi vsaj delno zapustili, ko so se slednji preselili na Norveško. Tam naj bi živeli Hǫrðarji, ki so se naselili v Hordalandu in dali ime fjordu Hardanger.
Po drugi teoriji so Hǫrðarji identični Arochom, ki živijo v Scandzi, ki so omenjeni v Getici zgodovinarja Jordana, delu iz 6. stoletja, vendar se lahko nanaša na kateri koli čas pred tem. V tem primeru bi bil 'ch' popačen 'th', pri čemer začetni t ni izražen.
Jordanes je bral Ptolemaja, vendar je trdil, da piše o časih pred Ptolemajevimi. Primerjava germanske geografije v delih obeh mož je sprožila nekaj vprašanj o smeri, v katero so se nekateri Germani selili. Na splošno je bila po Jordanu smer selitve proti jugu iz Skandinavije in možno je, da so Harudi iz Ptolemajeve Jutlandije tja prispeli v prazgodovini iz starejše Hordalanda.
Po drugi strani pa bi Hǫrðarji lahko lokalno in pozno vdrli na Norveško. Nekateri so to idejo razširili v teorijo, da so Goti izvirali iz Nemčije in v Skandinavijo vstopili v dobi germanskih selitev. Ker ta hipoteza zavrača Jordanovo presojo, vendar sprejema njegovo plemensko sliko, ni splošno sprejeta.

## Etimologija
Latinsko ime Harudes je v stari angleščini potrjeno tudi kot Hæredas in je povezano s staronordijskim hǫrðar "pleme, ki naseljuje Hordaland na Norveškem". To ime velja za razširitev germanske besede *haruþaz "gozd" (prim. OE harað, stara visoka nemščina hard "gorski gozd, gozdnata gričevja", srednja visoka nemščina hart), zaradi česar so Harudi "gozdni prebivalci". Morda je povezano s protokeltskim *karut-, virom staroirskega caur "junak, prvak". Vendar pa je bilo tudi predlagano, da OE harað in stara visoka nemščina hard izvirata iz protoindoevropskega jezika *ḱosdho-, zaradi česar je ta beseda nemogoča kot osnova za etnonim Charudes.